# Не самый удачный день
«Не са́мый уда́чный день» — советский фильм 1966 года режиссёра Юрия Егорова, снятый по произведению Юлиана Семёнова «Дунечка и Никита».

## Сюжет
В один прекрасный день супруги Степановы идут в суд разводиться, а свою маленькую дочку Дуню оставляют на попечение Никиты, брата Нади Степановой. Однако Никите надо успеть в театральный институт и на запись радиоспектакля. Кроме того, он должен помочь своему другу Гранатикову сдать экзамен, обманув доцента. А ещё ему необходимо разобраться в чувствах к своей подруге, восходящей кинозвезде Ане. Неизменная спутница Никиты — Дунечка. 
Степановы, получив развод, продолжают выяснять отношения и после суда. Мите в этом помогает его старый друг Левон, а Наде — медсестра, её сослуживица. 
Позднее ночное возвращение Никиты и Дунечки пугает Степановых.

## В ролях
- Никита Михалков — Никита
- Дарья Семёнова — Дунечка Степанова
- Светлана Светличная — Надя Степанова, сестра Никиты
- Владимир Заманский — Митя Степанов, муж Нади
- Ольга Гобзева — Аня, подруга Никиты
- Нина Сазонова — Анна Трофимовна, председатель суда
- Игорь Кваша — Левон, друг Степанова
- Борис Иванов — Михаил Николаевич Пинчук, доцент
- Ольга Аросева — медсестра, сослуживица Нади
- Игорь Васильев — посетитель кафе
- Игорь Ясулович — Игорь, однокурсник Ани
- Владимир Грамматиков — Володя Гранатиков, друг Никиты
- Григорий Лямпе — гардеробщик

## Музыка
В фильме использованы песни Булата Окуджавы («До свидания, мальчики»), Инны Кашежевой, Александра Галича («Спрашивайте, мальчики…»).

## История создания
Повесть «Дунечка и Никита» основана на биографии Семёнова. Он был женат на сестре Никиты Михалкова. Роль Дуни исполнила старшая дочь Семёнова — Дарья Семёнова, племянница Никиты Михалкова. Таким образом, на главные роли Никиты и Дуни были взяты их реальные прототипы.

## Критика
Критик Михаил Сергеевич Белявский отметил стилистическую близость картины к таким фильмам, как «Я шагаю по Москве». Эту стилистику он обозначил как стиль-«модерн». Белявский считает, что, несмотря на лёгкость повествования, фильм затрагивает серьёзные вопросы, но порой «менее существенные по смыслу и значению» эпизоды «изобразительно» решены «более чётко, свежо, оригинально». Критик отмечает талантливую игру Гобзевой и Михалкова. И в общем считает, что фильм находится на стадии поиска «нового, современного киноязыка», что во многом определяет и достоинства, и недостатки картины.
Денис Горелов из журнала «Театр» отметил, что сцена с пантомимой позаимствована из польской киноленты «До свидания, до завтра».